# Poggenpohl
Poggenpohl er en tysk fremstillingsvirksomhed, der er specialiseret i køkkenskabe. Hovedkvarteret ligger i Herford, Tyskland. Deres køkkener sælges i over 70 lande.
Selskabet blev grundlagt som møbelfirma i 1892 af Freidemir Poggenpohl. Poggenpohl fik succes med at introducerede ergonomiske borde og køkkenskabe i i god arbejdshøjde, samt deres innovationer af opbevaringsplads til køkkener.